# Spartaco Zugni Tauro
Spartaco Zugni Tauro, conte De Mezzan dal 1929 (Feltre, 13 settembre 1874 – Feltre, 18 settembre 1934) è stato un imprenditore e politico italiano.

## Biografia
Discendente dalla nobile famiglia Zugni, originaria del Veneto e ascritta al consiglio nobiliare di Feltre nel 1709, nobilitata con sovrana risoluzione 26 giugno 1821 e mutata in Zugni Tauro per eredità, si laurea in giurisprudenza per poi dedicarsi esclusivamente alla vita politica. È assessore al comune di Feltre dal 1905 al 1919, cumulando la carica di pro-sindaco dal 1916. Nel 1917 avvia due imprese per la lavorazione del cemento e di ricami a macchina. Nel 1919 aderisce al Fascismo ed è tra i primi animatori del Fascio di Feltre. Nel 1922 prende parte alla marcia su Roma e negli anni successivi si divide tra l'attività imprenditoriale e la sezione fascista di Feltre.